# 七龍珠 摩訶不思議大冒險
《七龍珠 摩訶不思議大冒險》（日語：ドラゴンボール 摩訶不思議大冒険，英语: Dragon Ball: Mystical Adventure）是在日本於1988年12月9日上映的《七龍珠》第3部劇場版動畫。本劇場版在《七龍珠 最強之道》上映之前亦是《七龍珠》的最後一部劇場版動畫。而這部劇場版的時間線位於「第21回天下第一武道會篇」、「紅領巾軍篇」、「第22回天下第一武道會篇」的融合平行世界故事。亦是《七龍珠》的劇場版中最低票房有「6億3千萬円」。

## 配音員
- 孫悟空：野澤雅子
- 布瑪：鶴弘美
- 烏龍：龍田直樹
- 普亞路：渡邊菜生子
- 飲茶：古谷徹
- 龜仙人：宮内幸平
- 海龜：鄉里大輔
- 蘭琪、則卷阿拉蕾：小山茉美
- 天津飯：鈴置洋孝
- 餃子：江森浩子
- 神龍、則巻千兵衛：内海賢二
- 烏帕：堀江美都子
- 波拉：銀河萬丈
- 則卷卡斯拉：中野聖子
- 比拉夫：千葉繁
- 舞：山田榮子
- 索巴：玄田哲章
- 麥利克中士：青森伸
- 布魯將軍：古川登志夫
- 鶴仙人、凱里：永井一郎
- 桃白白：大塚周夫
- 士兵：平野正人、掛川裕彦、佐藤浩之
- 旁白：八奈見乘兒

## 主題曲
片頭曲「不可思議的冒險」（魔訶不思議アドベンチャー）
作詞：森由里子　作曲：いけたけし　編曲：田中公平　歌：高橋洋樹
片尾曲「龍珠傳說」（ドラゴンボール伝説）
作詞：泉鬼角　作曲：京田誠一　編曲：田中公平　歌：高橋洋樹

## 工作人員
- 原作：鳥山明
- 制作總指揮：今田智憲
- 企劃：七條敬三
- 製作：岸本松司
- 劇本：由木義文
- 音樂：菊池俊輔
- 撮影監督：池上元秋
- 編輯：福光伸一
- 録音：二宮健治
- 美術監督：池田祐二、山元健生、高田茂祝
- 作畫監督：前田實
- 監督：西尾大介

## 相關商品
VHS
1988年12月9日發售。
DVD
- DRAGON BALL 劇場版 DVDBOX DRAGON BOX THE MOVIES

2006年4月14日發售。
- DRAGON BALL THE MOVIES #117 ドラゴンボール 摩訶不思議大冒険

2009年3月13日發售。
全彩漫畫
《七龍珠 摩訶不思議大冒險》（ジャンプ・アニメコミックス ドラゴンボール 摩訶不思議大冒険）由集英社發行，台灣由東立出版社代理。
| 卷數 | 集英社        | 集英社             | 東立出版社     | 東立出版社         |
| 卷數 | 發售日期      | ISBN               | 發售日期       | ISBN               |
| ---- | ------------- | ------------------ | -------------- | ------------------ |
| 全   | 1995年3月22日 | ISBN 4-8342-1317-X | 1995年11月20日 | ISBN 957-34-3169-6 |

## 外部連結
- 互联网电影数据库（IMDb）上《七龍珠 摩訶不思議大冒險》的资料（英文）